# محامید بحری (اقصر)
محامید بحری (به عربی: المحاميد البحرية)، روستایی از توابع ارمنت در استان اقصر و کشور مصر است.

## جمعیت
براساس سرشماری سال ۲۰۰۶ مصر، جمعیت آن ۵۵۸۸ نفر(۲۸۷۴ مرد و  ۲۷۱۴ زن) بوده‌است.